# Indoxacarb
Indoxacarb (ISO-naam) is een insecticide, met name een oxadiazine. Het werd ontwikkeld door Du Pont de Nemours en kwam in de jaren '90 van de 20e eeuw op de markt. Productnamen zijn onder andere Avaunt, Steward, DPX-MP062 (dit is een mengsel van indoxacarb en het R-enantiomeer ervan, dat niet werkzaam is tegen insecten) en Inter Indoxacarb.

## Werking
Het middel werkt via bio-activatie: in de larven van de gevoelige soorten (bladrollers, wintervlinders, voorjaarsuilen en fruitmot) wordt het door een enzym omgezet in het werkzame bestanddeel DCMP. Soorten die niet over dit enzym beschikken zijn dus niet of nauwelijks gevoelig voor indoxacarb. DCMP blokkeert de natrium-instroom in de zenuwcellen. Het gevolg is dat de bewegingscoördinatie van de larven vermindert: na enkele uren stoppen ze met eten en uiteindelijk raken ze verlamd en sterven ze.

## Toxicologie en veiligheid
Indoxacarb blijkt weinig tot matig toxisch voor zoogdieren. Het is echter acuut toxisch tot zeer toxisch voor waterorganismen (vissen en ongewervelden). De stof is ook zeer toxisch voor bijen door direct contact. Daarom mag ze niet toegepast worden wanneer bijen actief zijn, en er moet een voldoende afstand tot oppervlaktewater gerespecteerd worden.

## Regelgeving
Indoxacarb is in de Europese Unie opgenomen in bijlage I bij Richtlijn 91/414/EG (dit is de lijst van werkzame stoffen die mogen gebruikt worden in gewasbeschermingsmiddelen), voor een termijn van 1 april 2006 tot 31 maart 2016. In België is het toegelaten bij de teelt van appel- en perenbomen.
Sedert 1 januari 2010 is indoxacarb in de Europese Unie ook toegelaten als biocide (producttype 18) voor gebruik buiten de landbouw.